# 高坪镇 (遂川县)
高坪鎮，中国江西省遂川县下辖的一个镇，北接湖南省桂东县桥头乡和湖南省桂东县寒口乡，南面是上犹县的五指峰乡，西面是汤湖乡，距县城68公里，素有遂川“西南大门”之称。圩镇位于高坪村，圩镇海拔478米，全镇平均海拔700米，是典型的山区乡镇。其中高坪镇东南面的鹰盘山是高坪镇境内的最高峰，海拔1724米。全镇辖高坪、禾坪、车下、中村、青草、茅坪、桃洞、卷旋、明坑、源水口10个村委会，兴坪1个居委会。总面积115.53平方千米。2019年末总户数4250户，总人口15950人。

## 经济
高镇的经济主要以农业、林业为主。农业主产水稻，林业产木材、毛竹、油茶、松、杉。盛产中药材。高坪圩为赣湘两省毗邻地区农贸市场，以笋类、木竹制品交易为多。 

## 交通
- 遂川县～桂东县公路(338省道)－横贯中村、高坪、水口3个村。
- 村村通－目前全镇已经实现了村村通公路，其中明坑、车下、水口、桃洞、青草五村已经开通水泥路，卷旋、茅坪水泥路正在规划建设中。

## 村、居民委员会
村民委员会：高坪、明坑、禾坪、蓝村、桃洞、中村、水口、青草、车下、茅坪、白沙、卷旋、牛岭

## 教育

### 教育机构
- 镇文化教育办公室

### 中学
- 遂川县高坪镇初级中学

### 小学
- 北京西站希望小学
- 高坪小学
- 明坑小学
- 禾坪小学
- 蓝村小学
- 桃洞小学
- 中村小学
- 水口小学
- 青草小学
- 车下小学
- 茅坪小学
- 白沙小学
- 卷旋小学
- 牛岭小学

1. ↑  . 遂川县人民政府网.   [2021-09-01]. （原始内容存档于2021-09-01）.
2. ↑  . 遂川县政府网.   [2021-09-01]. （原始内容存档于2021-09-01）.